# Scytalopus gonzagai
A Scytalopus gonzagai a madarak osztályának verébalakúak (Passeriformes) rendjébe és a fedettcsőrűfélék (Rhinocryptidae) családjába tartozó faj.

## Rendszerezése
A fajt Giovanni Nachtigall Maurício, Ricardo Belmonte-Lopes, José Fernando Pacheco, Luís Fábio Silveira, Whitney és Marcos Ricardo Bornschein írták le 2014-ben. Tudományos faji nevét Luiz Antonio Pedreira Gonzaga, brazil ornitológus tiszteletére kapta.

## Előfordulása
Brazília keleti részén, Bahia államban honos. Természetes élőhelyei a szubtrópusi és trópusi hegyi esőerdők. Állandó, nem vonuló faj.

## Természetvédelmi helyzete
Az elterjedési területe kicsi és töredezett, egyedszáma pedig csökken. A Természetvédelmi Világszövetség Vörös listáján veszélyeztetett fajként szerepel.